# Rhipidura lepida
Rhipidura lepida là một loài chim trong họ Rhipiduridae.